# Mr. Daly's Wedding Day
Mr. Daly's Wedding Day è un cortometraggio muto del 1914 diretto da Langdon West.

## Produzione
Il film fu prodotto dalla Edison Company.

## Distribuzione
Distribuito dalla General Film Company, il film - un cortometraggio in una bobina - uscì nelle sale cinematografiche statunitensi il 28 dicembre 1914.